# Peter Hansen (atlet)
 Der er flere personer med dette navn, se Peter Hansen.
Peter Hansen født 1899 var en dansk atlet. Han var medlem af Østerbro-klubben Københavns IF. Han vandt det danske mesterskaber i længdespring som 18-årig 1917 og er dermed en af de yngste mandlige danske atletik mestre gennem tiderne.

## Danske mesterskaber
- Sølv 1918 Længdespring 6,45
- Sølv 1918 Trespring 12,60
- Guld 1917 Længdespring 6,45
- Bronze 1917 Trespring 12,85